# Bussigny
Bussigny är en ort och  kommun i distriktet Ouest lausannois  i kantonen Vaud, Schweiz. Kommunen har 10 624 invånare (2023).
Kommunen hette fram till 30 april 2014 Bussigny-près-Lausanne.